# Lispe ezensis
Lispe ezensis är en tvåvingeart som beskrevs av Shinonaga och Tadao Kano 1983. Lispe ezensis ingår i släktet Lispe och familjen husflugor. Inga underarter finns listade i Catalogue of Life.